# Niza-Seillans
La Niza-Seillans era una carrera ciclista profesional francesa que se disputaba entre Niza y Seillans.
Se disputó desde 1969 hasta 1974, por lo que solamente se disputó seis ediciones.
Ningún corredor fue capaz de imponerse en más de una ocasión.

## Palmarés
| Año  | Ganador          | Segundo             | Tercero                |
| ---- | ---------------- | ------------------- | ---------------------- |
| 1969 | Raymond Poulidor | Willy Monty         | Albert Van Vlierberghe |
| 1970 | René Grelin      | Wladimiro Panizza   | Roberto Poggiali       |
| 1971 | Désiré Letort    | Bernard Labourdette | Jean-Pierre Parenteau  |
| 1972 | Frans Verbeeck   | Jean-Claude Genty   | Pierre Rivory          |
| 1973 | Joop Zoetemelk   | Roger Rosiers       | Luis Ocaña             |
| 1974 | Gerben Karstens  | Georges Talbourdet  | José Catieau           |

## Palmarés por países
| País         | Victorias |
| ------------ | --------- |
| Francia      | 3         |
| Países Bajos | 2         |
| Bélgica      | 1         |